# Ça fait d'excellents Français
Ça fait d'excellents Français est une chanson interprétée par Maurice Chevalier et enregistrée le 31 octobre 1939. Écrite par Jean Boyer et composée par Georges van Parys, elle connaît le succès pendant la Drôle de guerre.

## Historique
Les paroles de cette chanson visent à renforcer le moral des Français mobilisés en septembre 1939, en leur faisant oublier leurs divergences politiques et leur vie douillette pour la défense de la République, car « c'est encore le meilleur régime ici-bas ».
Le côté pacifiste de cette chanson (le mot « paix » en est le dernier mot) l'a rendue extrêmement populaire, particulièrement durant ses tournées de Maurice Chevalier dans le cadre du théâtre aux armées créé pour distraire les soldats du contingent.

## Refrain
Le refrain est composé de six vers. Les quatre premiers vers du refrain de cette chanson sont identiques :
Et tout ça, ça fait

D'excellents Français

D'excellents soldats

Qui marchent au pas
Les deux vers suivants changent, quant à eux, à chaque reprise du refrain.

## Parodie

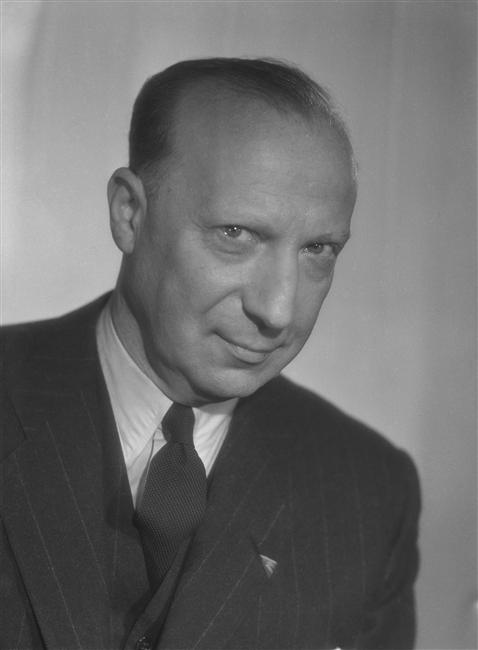
Pierre Dac

En 1943, depuis Radio Londres, l'humoriste et résistant français, Pierre Dac écrit une parodie sur la même mélodie, intitulée « Et tout ça, ça fait… », où, dans le premier couplet, il fustige l'attitude collaborationniste ou complaisante de certains Français à l'égard de l'Occupation allemande, attitude qui fut justement reprochée à Maurice Chevalier après la Libération :
Et tout ça, ça fait

De mauvais français

Pour lesquels il n'est

Que le porte-monnaie
Le second couplet vise à exalter l'esprit de la Résistance :
Et tout ça ça fait

D'excellents français

Des hommes au grand cœur

Sans projet, sans peur

## Reprise
Elle est reprise en 1989 par Jacno sur son album T'es loin, t'es près dans une version teintée d'ironie.